# Tàumacos
Tàumacos (grec antic: Θαυμακός) era una ciutat del districte de la Ftiòtida, a Tessàlia. Estava situada al pas de Cela a la via que anava de les Termòpiles al golf Malíac, passant per Làmia.
En aquest lloc, diu Titus Livi, el viatger, després de recórrer complicats passos de muntanya i valls accidentades arriba a una plana immensa, ampla i tranquil·la, de la que quasi no es veu el final. D'aquesta sorpresa, diu Livi, en va venir el nom, ja que en grec Θαυμα vol dir 'meravella' o 'miracle'.
La ciutat descansava sobre una roca elevada rodejada de precipicis. L'any 199 aC la va assetjar Filip V de Macedònia, però van arribar reforços de la Lliga Etòlia que van ajuntar-se als defensors, i Filip es va haver de retirar. Uns anys després va ser ocupada per sorpresa pel cònsol romà Mani Acili Glabrió en la guerra contra el rei selèucida Antíoc el 191 aC.